# Росија
Росија (рус. Россия) је руска авио-компанија са седиштем у Санкт Петербургу. Компанија је формирана када су се ујединиле санктпетербуршка авио-компанија Пулково и московска авио-компанија Русија државна транспортна компанија. Авио-компанија лети редовне и чартер летове из Санкт Петербурга и Москве, и ВИП летове за Владу Руске Федерације. Овој авио-компанији припадају и авиони који превозе председника Руске Федерације. Росија имају две базе: једну на аеродрому Пулковоу у Санкт Петербургу, и једну на аеродрому Внуково у Москви.

## Историја
Авио-компанија је основна 1992. године и власник компаније је Влада Руске Федерације. У 2006. години, Влада Руска Федерација је ујединила Росија Авиалиние са Пулково Авијација Подухват, по именом Росија (или ГТК Русија / Государственная транспортная компания «Россия») и почела летове од 29. октобра под једном заставом. Процес уједињења започео је у децембру 2004., а новембра 2006. су се компаније тотално ујединиле и Росија Авиалиније је регистрована у Санкт Петербургу 9. окотбра 2006, са огранком у Москви и са 54 представништва у Русија и иностанству.

## Дестинације
Видите: Редовне линије Росија

## Флота
| Тип авиона         | Број | Наруџбе | Број седишта | Број седишта | Број седишта | Напомене                                                |
| Тип авиона         | Број | Наруџбе | Бизнис       | Економскa    | Укупно       | Напомене                                                |
| ------------------ | ---- | ------- | ------------ | ------------ | ------------ | ------------------------------------------------------- |
| Ербас A319-100     | 26   | —       | 20           | 96           | 116          | Старије летелице се замењују Сухои Суперџет 100 авионом |
| Ербас A319-100     | 26   | —       | 8            | 120          | 128          | Старије летелице се замењују Сухои Суперџет 100 авионом |
| Ербас A320-200     | 5    | —       | 12           | 156          | 168          |                                                         |
| Боинг 737-800      | 14   | —       | 8            | 150          | 158          |                                                         |
| Боинг 737-800      | 14   | —       | 12           | 156          | 168          |                                                         |
| Боинг 737-800      | 14   | —       | —            | 189          | 189          |                                                         |
| Боинг 747-400      | 8    | —       | 38           | 409          | 447          |                                                         |
| Боинг 747-400      | 8    | —       | 12           | 510          | 522          |                                                         |
| Боинг 777-200ER    | 1    | —       | 14           | 350          | 364          | Преузете од Оренера, ускоро повлачење из саобраћаја.    |
| Боинг 777-300      | 5    | —       | 18           | 355          | 373          |                                                         |
| Боинг 777-300ER    | 5    | —       | 18           | 355          | 373          | Преузете од Емирејтса.                                  |
| Сухои Суперџет 100 | —    | 20      | 12           | 75           | 87           | Летелице су изнајмљене.                                 |
| Total              | 59   | 25      |              |              |              |                                                         |